# Ромадановка (Мелеузовский район)
Ромада́новка (баш. Ромадановка) — деревня в Мелеузовском районе Республики Башкортостан Российской Федерации. Входит в состав Корнеевского сельсовета.

## География

### Географическое положение
Расстояние до:
- районного центра (Мелеуз): 50 км,
- центра сельсовета (Корнеевка): 4 км,
- ближайшей ж/д станции (Салават): 14 км.

## Население
| 2002 | 2009 | 2010 |
| ---- | ---- | ---- |
| 6    | ↗53  | ↘9   |

### Национальный состав
Согласно переписи 2002 года, преобладающие национальности — русские (67 %), татары (33 %).